# دانيال مونيوث (دراج)
دانيال مونيوث (بالإسبانية: Daniel Muñoz)‏ هو دراج كولومبي، ولد في 21 نوفمبر 1996 في San Rafael, Antioquia ‏ في كولومبيا.

## وصلات خارجية
- دانيال مونيوث على موقع الاتحاد الدولي للدراجات (الإنجليزية)
- دانيال مونيوث على موقع أرشيف الدراجات (الإنجليزية)
- دانيال مونيوث على موقع إحصائيات الدراجات الإحترافية (الإنجليزية)